# Black Forest Panthers
Die Black Forest Panthers (vormals Wiha Panthers Schwenningen) sind eine Basketballmannschaft aus der Stadt Villingen-Schwenningen. Sie spielen in der 1. Regionalliga. Betreiber ist die Black Forest Basketball GmbH.

## Geschichte
Bereits in den 80er-Jahren gab es in der Stadt Villingen-Schwenningen unter dem Dach der DJK Villingen eine Basketballabteilung. Die eigentliche Keimzelle des Vereines ist jedoch die KGJ Schwenningen (Klub Gradjana Jugoslawje), unter deren Dach zunächst Jugendliche mit dem Basketballsport begannen. Später erfolgte eine Fusion mit der Basketballabteilung der DJK Villingen. Unter der Federführung von Alen Velčić (u. a. TVG Trier) wurde in der Folge ein Seniorenbereich aufgebaut. Die erste Mannschaft feierte von Beginn Erfolge und stieg 1998 erstmals auf. Nach dem Aufstieg in die Bezirksliga im Folgejahr formulierte Trainer Velcic das Fernziel Aufstieg in die 2. Bundesliga. In den Folgejahren setzte sich der Aufschwung kontinuierlich fort, der US-Amerikaner Sean Hampton war der prägende Spieler dieser Ära. In der Saison 2004/05 trat die Mannschaft als vorläufigem Höhepunkt erstmals in der Regionalliga Südwest/Süd an.

### 2004–2010: Etablierung in der Regionalliga und Aufstieg
Bereits in der ersten Regionalligasaison setzte sich die KGJ Schwenningen in der Spitzengruppe fest und schloss nach zähem Ringen mit dem MTV Stuttgart die Hauptrunde auf dem ersten Tabellenplatz ab. Zusammen mit Stuttgart traten die Schwenninger Korbjäger in der Aufstiegsrunde gegen die zwei Vertreter der Regionalliga Südwest-Nord, den MTV Kronberg und den TuS Treis-Karden, an. Das Auftaktspiel gegen Kronberg wurde in eigener Halle noch mit 90:86 gewonnen, es folgten jedoch eine deutliche Niederlage in Stuttgart sowie eine Heimniederlage gegen Treis-Karden. Durch die folgende Auswärtsniederlage musste die KGJ schließlich die Aufstiegsambitionen begraben, beendete die Aufstiegsrunde letztlich mit 4:8 Punkten als Dritter und blieb somit in der Regionalliga.
In den Folgejahren spielte die KGJ jeweils in der Spitzengruppe der Regionalliga mit, den großen Wurf landete dabei jedoch nicht. Stattdessen gelang Konkurrenten wie dem VfL Kirchheim Knights der Aufstieg in die zweite Bundesliga. Die Jahre waren vor allem von der sportlichen Rivalität mit dem TV Konstanz, dem MTV Stuttgart sowie dem BC Weißenhorn geprägt. In der Saison 2005/06 lag die KGJ lange im Rennen um die Aufstiegsrundenplätze, insbesondere nachdem mit Sova Taletovic ein herausragender Aufbauspieler verpflichtet wurde. Eine Niederlage gegen Weißenhorn besiegelte schließlich die Aufstiegsambitionen. Anschließend trennte sich der Verein von seinem langjährigen Trainer Alen Velcic. In die Saison 2006/07 ging die KGJ schließlich mit Spielertrainer Michael Heck. Unter dem neuen Trainer zog die KGJ als Tabellenzweiter in die Aufstiegsrunde ein. Da der Meister MTV Stuttgart auf die Teilnahme verzichtete, rückte der TV Konstanz nach. Die Gegner in der Aufstiegsrunde hießen Kronberg sowie BIS Baskets Speyer. Die Relegation wurde von einem tragischen Vorfall beim Auswärtsspiel in Kronberg überschattet, als der Schwenninger Flügelspieler Oscar Matongo auf dem Feld einen Herzinfarkt erlitt und wenig später im Bad Homburger Krankenhaus verstarb. Das Trikot mit der Rückennummer 10 wird in Schwenningen seither in der ersten Mannschaft in Gedenken an Matongo nicht mehr vergeben.
In der Folgesaison 2007/08 wurden die Staffeln Nord und Süd erstmals zusammengefasst. Durch die Gründung der Basketball Schwenningen GmbH wurde die erste Herrenmannschaft organisatorisch vom Stammverein KGJ Schwenningen entkoppelt. Mit Brandon Lee Adair wurde ein US-Amerikaner verpflichtet, der eine erfolgreiche Karriere an der Virginia Wesleyan University hingelegt hatte. Die Mannschaft von Trainer Michael Heck spielte weiter vorne mit, musste sich im Aufstiegskampf jedoch dem ASC Theresianum Mainz beugen. In der Saison 2008/09 wurde Oliver Narr Trainer der nun unter dem Namen Work.id Panthers firmierenden Basketballer. Nach anfänglicher Schwächephase steigerten sich die Panthers und mauserten sich zum Hauptkonkurrenten des BC Weißenhorn. Insbesondere die Verpflichtung des Distanzschützen Kai-Uwe Kranz stellte sich als Glücksgriff heraus. Am 13. Dezember 2008 empfingen die Panthers in der ausverkauften Deutenberghalle die bis dahin ungeschlagenen Weißenhorner und fügten ihnen beim 88:75 die erste Saisonniederlage bei. Bis zum Saisonende konnte sich keine Mannschaft entscheidend absetzen, sodass die Entscheidung um den Aufstieg beim direkten Aufeinandertreffen am letzten Spieltag in Weißenhorn fiel. Da Weißenhorn am Spieltag zuvor in Konstanz verloren hatte, gingen die Schwenninger als Favorit in die Partie. Während die eigenen Anhänger auf der Autobahn A8 mit ihrem Bus im Stau standen, wurde den Panthers von den gut vorbereiteten Gastgebern von Beginn der Zahn gezogen, sodass Weißenhorn durch ein 88:70 den Aufstieg perfekt machte.
Zur neuen Saison wurde das Schwenninger Aufgebot stark verjüngt. Die Abgänge der Leistungsträger Marco Schlafke, Samba Thiam, Brandon Lee Adair, Russos Makris und Johannes Betz wurden durch die Verpflichtung des US-Amerikaners Blake Young sowie der deutschen Perspektivspieler Malte Kramer, Julian Sharma und Max Roser sowie des erfahrenen Spielmachers Mac Dotzauer kompensiert. Nach einer Niederlage zu Saisonbeginn gegen die VfB Gießen Pointers war der Auswärtssieg beim Lokalrivalen Konstanz der Startschuss zu einer erfolgreichen Saison. Die junge Truppe steigerte sich im Saisonverlauf immer weiter und konnte bereits drei Spieltage vor Schluss mit einem Auswärtssieg in Karlsruhe den Aufstieg perfekt machen.

### 2010–2014: ProB-Stippvisite und Absturz in die 2. Regionalliga
Mit der Firma Wiha Werkzeuge wurde im Sommer 2010 ein neuer Namenssponsor gewonnen. Sportlich mussten die Schwenninger Basketballer für die Saison in der 2. Bundesliga ProB den Kader erneut umbauen, diesmal unfreiwillig. Malte Kramer wechselte ans College, Max Roser und Julian Sharma sagten aus studienbedingten Gründen ab, zudem gab auch Trainer Oliver Narr sein Amt aus zeitlichen Gründen ab. Bei der Kaderzusammenstellung bewiesen die Panthers kein gutes Händchen, sodass sie von Beginn an gegen den Abstieg spielten, auch ein früher Trainerwechsel von Denis Zheltov auf Sova Taletovic brachte keine Besserung. Die Schwenninger verpassten um zwar nur einen Sieg die Playoffs, mussten in der Abstiegsrunde aber gegen die Zweitvertretung von Alba Berlin antreten. Diese erwies sich unter anderem mit Nationalspieler Lucca Staiger als zu stark, sodass der Abstieg in die Regionalliga folgte.
In der Folgesaison erhielt Trainer Taletovic erneut das Vertrauen, die Mannschaft wurde hingegen weitgehend erneuert. Auch hier hatten die Panthers von Beginn an mit internen Problemen zu kämpfen, auf Grund vieler Abgänge und Nachverpflichtungen und zweier Trainerwechsel fand die Mannschaft nicht zusammen. Zum Ende der Saison sanken die Zuschauerzahlen auf teilweise unter 200, man stieg als Tabellenletzter sang- und klanglos ab.
Nach dem doppelten Abstieg stand das Projekt Basketball in Villingen-Schwenningen vor einer Zerreißprobe. Vereinsboss Frank Singer konnte Alen Velcic von einer dauerhaften Rückkehr auf den Trainerstuhl überzeugen, mit Georgi Bujukliev kam ein versierter zweiter Trainer hinzu. Mit Kristian Borisov wurde ein klassischer Spielmacher verpflichtet, mit Samba Thiam kehrte eine Identifikationsfigur zurück und mit Mensah Taylor wurde die Position des Nicht-EU-Ausländers stark besetzt. Schnell begeisterten die Schwenninger die Anhänger wieder, sodass der Zuschauerschnitt wieder auf knapp 500 Zuschauer stieg. Im ersten Jahr wurde durch eine Niederlage im Spitzenspiel gegen die SG Heidelberg-Kirchheim der Aufstieg noch verspielt. Im Folgejahr konnten sich die Panthers dann gegen die Konkurrenten SV Oberelchingen und TSG Schwäbisch Hall durchsetzen und feierten am vorletzten Spieltag durch einen 101:80-Heimsieg den die Ratiopharm-Akademie Ulm vor knapp 1000 Zuschauern Meisterschaft und Aufstieg.

### 2014–2018: Spitzenmannschaft der Regionalliga
In der Saison 2014/15 spielte Schwenningen wieder in der 1. Regionalliga. Mit Mensah Taylor verließ der Publikumsliebling die Mannschaft. Königstransfer war Semir Smajlovic, ein slowenischer Center, der zuvor bei KK Rogaska aktiv war. Die Saison begann verheißungsvoll mit Siegen gegen die Spitzenmannschaften ScanPlus Baskets Elchingen und SV 03 Tübingen. Nach Auswärtsniederlagen beim Favoriten KIT SC Karlsruhe sowie dem TSV Crailsheim beendete man die Hinserie punktgleich mit Elchingen und Karlsruhe an der Tabellenspitze. Beginnend mit einer knappen Niederlage in Elchingen zum Auftakt konnten die Panthers in der Rückserie nicht mehr an die gute Hinrunde anknüpfen, sodass am Ende nur Rang drei hinter Elchingen und Tübingen, aber immerhin vor Karlsruhe heraussprang.
Zur Saison 2015/16 wurde der Kader erstmals wieder stärker verändert. Der dominierende Spielmacher Dunovic verließ den Verein ebenso wie die Flügelspieler Damjanovic und Radmanovic sowie Center Mosley. Verpflichtet wurden demgegenüber vorrangig Spieler, die bereits in Deutschland Erfahrung gesammelt hatten (Zurna, Ljoljic, Fekete), ein in Deutschland geborener kroatischer Juniorennationalspieler (Zovko) sowie ein Neuprofi aus der US-Collegeliga NCAA (Adams). Mit Boyko Pangarov Senior wurde ein erfahrener Co-Trainer aus Bulgarien verpflichtet. Die Schwenninger schlossen die Saison hinter dem PS Karlsruhe als Tabellenzweiter ab. Edin Alispahic wurde vom Internetdienst eurobasket.com zum Spieler des Jahres in der Süd-West-Staffel der 1. Regionalliga gekürt. „Mit dem Vizemeistertitel und der Titelentscheidung erst auf der Zielgeraden war es eine der erfolgreichsten Spielzeiten in der Vereinsgeschichte“, wurde auf der Vereinswebseite bilanziert.
Alispahic als überragender Mann der vorangegangenen Spielzeit und weitere Leistungsträger wurden gehalten. In Person von Jaka Zagorc kehrte ein starker Aufbauspieler zurück, der in der ersten Hälfte der Vorsaison bereits in Schwenningen agierte, dann aber in seine slowenische Heimat wechselte. Als Ziel für die Saison 2016/17 wurde der Aufstieg ausgerufen. Mittels eines 96:60-Heimsieges über Langen krönten sich die Schwenninger Anfang März vorzeitig zum Meister der 1. Regionalliga Süd-West.
In Anbetracht des anstehenden Aufstieges in die 2. Bundesliga ProB und der Tatsache, dass sich ihr Meisterkader zum Großteil aus Spielern aus dem EU-Ausland zusammensetzte, zogen die Schwenninger ein juristisches Vorgehen gegen die bestehende Regelung zum Einsatz von ausländischen Spielern in der Liga in Erwägung. Diese Regelung besagte, dass in der ProB zu jedem Zeitpunkt des Spiels mindestens drei (in der ProA mindestens zwei) deutsche Spieler auf dem Feld stehen müssen. Seitens des Schwenninger Vereins wurde diese Regelung als „offen rechtswidrige 'Deutschenquote'“ bezeichnet. Am 11. Mai 2017 teilte die 2. Bundesliga mit, dass die Schwenninger keine Lizenz für die ProB-Saison 2017/18 erhalten haben. Der Grund hierfür war ein Formfehler. Anfang Juni 2017 gab Schwenningen bekannt, die angedachte Klage gegen die Ausländerbestimmungen der 2. Bundesliga nicht weiterzuverfolgen. „Von einer Klage haben sie in Villingen-Schwenningen Abstand genommen und eingeräumt, dass die Drohung ein Fehler war“, schrieb der Schwarzwälder Bote diesbezüglich in einem Artikel im Juni 2017. Da ProB-Ligist Lich entschloss, sich aus der Liga zurückzuziehen, suchten die Hessen einen Käufer für ihre Lizenz, auch Schwenningen gehörte zu den Interessenten, letztlich erhielt aber der Licher Kooperationspartner, Bundesligist Gießen 46ers, den Zuschlag, der eine zweite Mannschaft in der ProB ins Rennen schicken wollte. Damit schloss sich für Schwenningen die letzte „Hintertür“, trotz der vorherigen Lizenzverweigerung doch noch in die ProB aufzusteigen. Trainer Velcic erhob schwere Vorwürfe gegen die Liga und den TV Lich und erklärte gegenüber der Neckarquelle in Bezug auf Liga-Geschäftsführer Daniel Müller: „Wir waren ihm zu unbequem und deshalb wurde ein Exempel an uns statuiert“. Die Panthers meldeten, in der Saison 2017/18 wie bisher in der ersten Regionalliga an den Start zu gehen.
Für die Spielzeit wurde der abermalige Gewinn des Meistertitels in der 1. Regionalliga Süd-West als Ziel ausgegeben. Mannschaftskapitän Alispahic war in der Sommerpause abgewandert, neuer Spielführer wurde Nikola Fekete. Die angestrebte Verteidigung des Meistertitels wurde erreicht, Trainer Alen Velcic führte seine Mannschaft im Laufe des Spieljahres zu 27 Siegen in 28 Begegnungen. Bester Korbschütze des Meisterkaders war der US-Amerikaner Rasheed Moore mit 21,7 Punkten pro Partie. Nach dem erneuten Meistertitel erhielten die Panthers die Lizenz für die 2. Basketball-Bundesliga Pro B.

### 2018/19: ProB
In der Saison 2018/19 zog Schwenningen im ersten Jahr nach dem Aufstieg als Tabellensechster der Südstaffel in die Meisterrunde der 2. Bundesliga ProB ein. Im Achtelfinale gegen den SC Rist Wedel setzte sich die Mannschaft im dritten und entscheidenden Spiel auswärts mit 86:85 durch. In der Runde der letzten Acht traf Schwenningen auf Gießen II. Nach zwei Partien stand es 1:1, im dritten Spiel hatte Gießen Heimrecht, die Gäste aus Schwenningen gewannen die Begegnung mit 101:100 nach Verlängerung und zogen in die Vorschlussrunde ein. Hier kam es zum Aufeinandertreffen mit Münster, der erstgesetzten Mannschaft aus der Nordstaffel. Wieder fiel die Entscheidung im dritten Spiel. Schwenningen unterlag mit 83:86 und schied somit im Halbfinale aus. Anschließend kündigte der Klub an, in die 2. Bundesliga ProA aufsteigen zu wollen. Halbfinalgegner Münster hatte zuvor erklärt, einen Aufstieg nicht wahrzunehmen. Rasheed Moore war mit 20,8 Punkten je Begegnung im Saisonverlauf erfolgreichster Werfer der Schwenninger Mannschaft, es folgte Bill Borekambi mit 16,6 Punkten pro Spiel. Am 10. Mai 2019 wurde den Schwenningern die ProA-Lizenz für das Spieljahr 2019/20 erteilt.

### 2019–2023: In Deutschlands zweithöchster Spielklasse
Ins erste Zweitligaspieljahr 2019/20 ging die Mannschaft mit vielen neuen Gesichtern. Geblieben waren neben dem besten Offensivspieler Rasheed Moore auch Bill Borekambi, Kosta Karamatskos, Leon Friederici und Sergej Tswetkow. Trainer Velcic holte eigener Aussage nach Neuzugänge, die „viele Vereine nicht auf dem Bildschirm“ hatten. Für das erste Zweitligajahr wurde ein Haushalt von rund 550 000 Euro aufgestellt, als Zielsetzung wurde das Erreichen der Endrunde um die Meisterschaft ausgegeben. Ende Dezember 2019 trugen die Schwenninger ihr Spiel gegen Tübingen nicht in ihrer angestammten Heimstätte, der Deutenberghalle, aus, sondern zogen ausnahmsweise in die Helios Arena um. Sie gewannen die vor 4060 Zuschauern stattfindende Begegnung mit 72:65. Die Kulisse bedeutete eine neue Zuschauerbestmarke in der Schwenninger Vereinsgeschichte. Im Vorfeld des Spiels war es mit den Schwenninger Wild Wings, die sonst die Helios Arena nutzen, zum Streit über Sponsorenleistungen in der Halle gekommen. Als die Saison wegen der Ausbreitung des Coronavirus SARS-CoV-2 vorzeitig beendet wurde, stand die Mannschaft mit 14 Siegen und 14 Niederlagen auf dem neunten Tabellenplatz. Bester Korbschütze der Schwenninger in der Saison 2019/20 war Rasheed Moore (15,6 Punkte/Spiel) vor seinem US-Landsmann Jaren Lewis (13 Punkte/Spiel).
In der Sommerpause 2020 wurde der Trainerstab mit Aleksandar Nađfeji als Assistent von Alen Velčić namhaft ergänzt. Personell gab es vor der zweiten Pro A-Saison einen Umbruch: Mit Rasheed Moore wechselte einer der bestimmenden Spieler der vorherigen Jahre zum Bundesligisten Frankfurt. Zudem verließen auch die Leistungsträger Leon Friederici, Drew Brandon und Jaren Lewis Schwenningen. Als neuer Point Guard wurde Nate Britt verpflichtet, der in seiner Collegezeit 2017 den NCAA-Meistertitel in der Division 1 mit der University of North Carolina gewann. Daneben wurden Shaun Willett, Kevin Bryant, Chris Frazier, Rytis Pipiras, Jonas Niedermanner und Robin Jorch verpflichtet. Mit Felix Edwardsson und dem ehemaligen Braunschweiger Erstligaspieler Lars Lagerpusch wurden die Personalplanungen vorerst abgeschlossen. Im September 2020 übernahm Michael Krivanek das Amt des Geschäftsführers der Betreibergesellschaft. Die Mannschaft zog in der Saison 2020/21 als Hauptrundensiebter in die zweite Gruppenphase ein, die wegen der anhaltenden COVID-19-Pandemie eingeführt worden war. Hier schied Schwenningen aus.
Auch für die dritte ProA-Saison nahmen die Panthers eine Runderneuerung des Aufgebots vor, lediglich Chris Frazier blieb dem Verein erhalten. Einige Leistungsträger verließen den Verein, unter anderem unterschrieb der US-Amerikaner Courtney Stockard beim Bundesliga-Aufsteiger Heidelberg. Insgesamt verpflichteten die Panthers elf Neuzugänge, darunter den früheren Rostocker Grant Sitton und den vorherigen Dresdner Lennard Larysz. Kurz vor Saisonbeginn nahmen die Panthers auf Grund schwankender Leistungen in der Vorbereitung eine Veränderung auf der Spielmacher-Position vor und verpflichteten den US-Amerikaner David Cohn von Maccabi Haifa für dessen Landsmann Lamonte Bearden. In der Saison 2021/22 geriet Schwenningen in Abstiegsgefahr und beendete das Spieljahr auf dem 13. Tabellenplatz, einen Rang und zwei Punkte vor dem ersten Abstiegsplatz. Trainer Velčić sagte im Rückblick auf die Saison 21/22, man habe „einfach zu viele Egoisten in der Mannschaft gehabt“. Den besten Punktedurchschnitt aller Schwenninger Spieler erreichte im Saisonverlauf der US-Amerikaner Raiquan Clark (17,8 Punkte/Spiel), als große Verstärkung entpuppte sich auch der Ende Dezember 2021 verpflichtete Deutsch-Amerikaner Waverly Austin (15,9 Punkte, 9,7 Rebounds/Spiel). David Cohn verteilte je Begegnung im Durchschnitt 9,1 Korbvorlagen je Begegnung und erreichte damit in der Hauptrunde ligaweit den höchsten Wert.
Im Juni 2022 leitete die 2. Bundesliga für die sportlich bereits beendete Saison 2021/22 ein Nachlizenzierungsverfahren gegen die Schwenninger ein. Als Grund wurden die Ergebnisse einer Durchsuchung der Geschäftsräume der Betreibergesellschaft Basketball Villingen-Schwenningen GmbH genannt, die im Jahr 2021 durch den Zoll und das Finanzamt vorgenommen worden war. Laut Veröffentlichung der Basketball Villingen-Schwenningen GmbH war in Folge „einer behördlichen Überprüfung im Februar 2021“ eine Nachzahlung in Höhe von 50 000 Euro auferlegt worden. Nach dem Abschluss des Nachlizenzierungsverfahrens wurde Ende Juni 2022 seitens der 2. Bundesliga die Teilnahmeberechtigung der Schwenninger bestätigt, aber auch wegen des Verstoßes gegen das Lizenzstatut eine Geldstrafe von 10 000 Euro ausgesprochen. Den Schwenningern wurde es seitens der Liga unter anderem zur Auflage gemacht, die Finanzierung jedes Neuzugangs zur Saison 2022/23 der Liga vorzulegen. Im Sommer 2022 wurde eine neue, in einer Fußballfreizeitanlage eingebundene Trainingsstätte in Königsfeld in Betrieb genommen. Die Mannschaft wurde in der Sommerpause 2022 grundlegend verändert, alle Spieler kamen neu nach Villingen-Schwenningen. Im November 2022 wurde Schwenningen von der Liga wegen eines „Verstoßes gegen das Lizenzstatut“ ein Punkt abgezogen.
Ende Januar 2023 vermeldeten die Schwenninger unter der Überschrift „Fünf vor zwölf für den Basketball-Standort Villingen-Schwenningen“ wirtschaftliche Schwierigkeiten und innerhalb weniger Wochen den Bedarf einer mittleren fünfstelligen Summe, um eine Zahlungsunfähigkeit zu vermeiden. Laut Vereinsmitteilung ergab sich diese Lage unter anderem durch sechsstellige Nachzahlungen an das Finanzamt und Krankenkassen. Auch die in Folge der Covid-19-Pandemie rückläufigen Besuchszahlen bei den Heimspielen wirkten sich aus. Sportlich lief es ebenfalls nicht rund, die Mannschaft lag zu diesem Zeitpunkt auf dem letzten Tabellenplatz der 2. Bundesliga ProA. Im Februar 2023 wurde gegen Schwenningen von der Liga zum zweiten Mal seit dem Beginn der Saison 2022/23 ein Punktabzug verhängt, diesmal wurden der Mannschaft drei Wertungspunkte gestrichen. Laut Liga verstießen die Schwenninger wiederholt gegen die Mitteilungspflicht bei wesentlichen Änderungen der Antragsvoraussetzungen. Des Weiteren wurde ein abermaliges Nachlizenzierungsverfahren gegen die Mannschaft eingeleitet. Wenige Tage später, am 7. Februar 2023, gab die Betriebsgesellschaft Basketball Villingen-Schwenningen GmbH bekannt, einen Insolvenzantrag gestellt zu haben, den Spielbetrieb aber weiterführen zu wollen. Laut Mitteilung der 2. Bundesliga am 1. März 2023 wiesen die Schwenninger nach, bis zum Ende der Hauptrunde 2022/23 den finanziellen Verpflichtungen nachkommen zu können. Allerdings war die Mannschaft selten konkurrenzfähig, musste wegen des von der Liga verhängten Verbots von Spielernachverpflichtungen oft mit sechs oder sieben Mann auskommen, trat Mitte April 2023 sogar wegen Krankheiten und Verletzungen nicht zum Auswärtsspiel in Paderborn an. Schwenningen verlor diese Begegnung kampflos, am Saisonende stand man mit großem Abstand zu den Nichtabstiegsrängen auf dem letzten Tabellenplatz. Bester Schwenninger Korbschütze der Saison 2022/23 war Jacob Knauf mit 16,9 Punkten je Begegnung.
Im Anschluss an die Saison verließen Geschäftsführer Michael Krivanek sowie die gesamte Geschäftsstellenbelegschaft den Verein, der langjährige Trainer Alen Velčić, sein Assistent Aleksandar Nadjifeji sowie der hauptamtliche Jugendtrainer Sergej Tsvetkov beendeten ihre Tätigkeiten bei dem Verein ebenfalls.

### Seit 2023: Neubeginn und ProB-Abstieg
Diego Santos, Christoph Behrendt und das Unternehmen Wiha wurden Gesellschafter der neugegründeten Betriebsgesellschaft (Black Forest Basketball GmbH), als Beirat brachte sich Florian Götz ein, der zuvor die Insolvenzverwaltung der Vorgänger-GmbH übernommen hatte. Im Juli 2023 erfolgte die Umbenennung der Mannschaft in Black Forest Panthers, auch ein neugestaltetes Wappen wurde vorgestellt. Als neuer Trainer wurde der zuvor in Hanau tätige Spanier Marti Zamora verpflichtet. Diego Santos-Burgoa Larranaga und Daniel Mayr übernahmen die Geschäftsführung. Als Ziel für die nächsten Jahren wurde ausgegeben, sich in der ProB festzusetzen sowie langfristig, die Rückkehr in die ProA anzustreben. Die neue Betriebsgesellschaft musste sich strengen Überprüfungen der Liga unterwerfen und unter anderem für jede Spielerverpflichtung eine Genehmigung einholen.
Die Mannschaft rutschte im Laufe des Spieljahres 2023/24 auf die Abstiegsränge, Ende Dezember 2023 wurde deshalb Zamora entlassen und der Bulgare Georgi Davidov als neuer Trainer verpflichtet. Der sportliche Klassenerhalt in der 2. Bundesliga ProB wurde im Frühling 2024 verfehlt.
Im Juni 2024 stand fest, dass sich die Hoffnung der Schwenninger, trotz sportlichem Abstiegs weiter in der 2. Bundesliga ProB antreten zu können, zerschlagen haben. Der Bulgare Boyko Pangarov Senior wurde als Sportleiter eingestellt. Als Trainer kam im Sommer 2024 Pascal Heinrichs. Die Mannschaft wurde fast vollständig neu zusammengestellt. In der Saison 2024/25 erreichten die Schwenninger in der 1. Regionalliga Südwest das Halbfinale.

## Kader 2022/23
| Nummer | Name                | Position       | Größe  | Nationalität       | im Verein seit | letzter Verein                |
| ------ | ------------------- | -------------- | ------ | ------------------ | -------------- | ----------------------------- |
|        | Alen Velčić         | Trainer        |        | Deutschland        | 2012           |                               |
|        | Aleksandar Nadjfeji | Co-Trainer     |        | Deutschland        | 2020           | Tigers Tübingen               |
| 0      | Rylan Bergersen     | Small Forward  | 1,98 m | Vereinigte Staaten | 2022           | Eastern Washington University |
| 1      | Casey Benson        | Point Guard    | 1,91 m | Vereinigte Staaten | 2022           | Limburg United                |
| 2      | Badu Buck           | Point Guard    | 1,95 m | Deutschland        | 2022           | Paderborn Baskets             |
| 7      | Marek Mboya Kotieno | Power Forward  | 2,06 m | Deutschland        | 2022           | Dragons Rhöndorf              |
| 8      | Emmanuel Womala     | Small Forward  | 1,96 m | Deutschland        | 2022           | EPG Baskets Koblenz           |
| 9      | Jake Kakar          | Shooting Guard | 1,93 m | Vereinigte Staaten | 2022           | Barton University             |
| 11     | Devonte McCall      | Small Forward  | 1,98 m | Vereinigte Staaten | 2022           | Post University               |
| 25     | Jacob Knauf         | Power Forward  | 2,10 m | Deutschland        | 2022           | Artland Dragons               |
| 35     | Jacob Mampuya       | Small Forward  | 2,00 m | Deutschland        | 2022           | EPG Baskets Koblenz           |
| 42     | Daniel Mayr         | Center         | 2,18 m | Deutschland        | 2022           | EN Baskets Schwelm            |
| 88     | Stefan Vasovic      | Shooting Guard | 1,96 m | Deutschland        | 2022           | White Wings Hanau             |

Stand: 12. September 2022

## Trainer
| Amtszeit        | Name             | Erfolge                                     |
| --------------- | ---------------- | ------------------------------------------- |
| 1997–2006       | Alen Velčić      | Aufstiege von Kreisliga bis 1. Regionalliga |
| 2006–2008       | Michael Heck     | Regionalliga-Vizemeister                    |
| 2008–2010       | Oliver Narr      | Regionalliga-Meister 2010 / Aufstieg ProB   |
| 2010            | Denis Zheltov    |                                             |
| 2010–2012       | Muamer Taletovic |                                             |
| 2012–2023       | Alen Velčić      | Aufstiege von 2. Regionalliga bis Pro A     |
| 2023            | Marti Zamora     |                                             |
| 12/2023–05/2024 | Georgi Davidov   |                                             |
| seit 07/2024    | Pascal Heinrichs |                                             |

## Bekannte ehemalige Spieler
- Markus Hallgrimson (ehem. u. a. RheinStars Köln)
- Blake Young, führte die Mannschaft 2010 zum ProB-Aufstieg und wurde von eurobasket.com zum Spieler des Jahres der 1. Regionalliga Süd-West gekürt[88]
- Sean Hampton, in den Spieljahren 2003/04 und 2004/05 in Schwenningen
- Malte Kramer (spielte später an der Pepperdine University / NCAA)
- Oliver Narr (Karriereende)
- Brandon Adair (später Schiedsrichter in der NBA)
- Kai-Uwe Kranz (zuletzt Uni-Riesen Leipzig)
- Dejan Dunovic, in der Saison 2014/15 mit einem Punkteschnitt von 20,1 bester Schwenninger Werfer[89]
- Mensah Taylor, Mannschaftsmitglied von 2012 bis 2014
- Edin Alispahic, Spieler des Jahres 2016 der 1. Regionalliga Süd-West (benannt von eurobasket.com)[90]
- Darius Pakamanis, von 2016 bis 2019 in Schwenningen, am Aufstieg von der Regionalliga in die Pro A beteiligt
- Rasheed Moore (2017 bis 2020), Aufstieg in ProB und ProA, Spieler des Jahres der Regionalliga Südwest 2017/18, Spieler des Jahres der ProB 2018/19[45]
- Jaren Lewis (2019/20), späterer Wechsel in die Basketball-Bundesliga[91]
- Daniel Zacek, stammt aus dem Schwenninger Nachwuchs, dort zum U16-Nationalspieler gereift
- Leon Friederici, 2018–2020 in Schwenningen, beteiligt am ProA-Aufstieg 2019
- Chris Frazier, 2020–2022 in Schwenningen, Mannschaftskapitän, wurde als Identifikationsfigur bezeichnet[92]
- Felix Edwardsson, spielte 2020/21 in Schwenningen, später Bundesliga-Spieler in Heidelberg
- Jacob Knauf, bester Korbschütze der Schwenninger im Spieljahr 2022/23[93]

## Andere Mannschaften
Im Basketballverein Villingen-Schwenningen treten weitere Mannschaften im Jugend- und Erwachsenenbereich an. Die Damenmannschaft spielt in der Oberliga Württemberg und errangen 2012, 2013 und 2016 den Meistertitel in der Landesliga. 2016 entschied man, den Aufstieg wahrzunehmen. Die Damenmannschaft arbeitet mit der SG Schramberg zusammen. Die zweite Herrenmannschaft gewann 2014 die Meisterschaft in der Bezirksliga Alb/Bodensee-West und spielte 2014/15 erstmals in der Landesliga, in der die Mannschaft als Aufsteiger als Tabellenvierter überzeugte. Im Jugendbereich stellt der Verein von der U10 bis zur U18 Mannschaften in der Bezirks- oder Landesliga. Ein Höhepunkt der Vereinsgeschichte war ein Sieg der U16 im Februar 2009 gegen den mehrfachen deutschen Meister SG Urspringschule. Die U16 holte 2014 und 2015 den Bezirkstitel.
2015 wurde die Jugendarbeit weiter professionalisiert und mit Boyko Pangarov Senior ein hauptamtlicher Jugendtrainer verpflichtet, der vor allem junge Spieler an die Regionalligamannschaft heranführen sollte. Erstmals verfügte der Basketballverein 2015 über zwei Landesauswahlspieler im Jugendbereich, Daniel Zacek spielte sich in den erweiterten Kreis des U16-Nationalkaders. Im Sommer 2017 peilte der Verein einen weiteren Ausbau der Jugendarbeit mit einem zweiten hauptamtlichen Trainer an.